# District d'Yverdon
1798–2007
Entités précédentes :
- Bailliage d'Yverdon

Entités suivantes :
- District du Jura-Nord vaudois

Le district d'Yverdon est l'un des 19 anciens districts du canton de Vaud.
Il disparaît le 1er janvier 2008 à la suite de la réorganisation territoriale du canton de Vaud, les communes le composant se retrouvant incorporées dans le nouveau district du Jura-Nord vaudois, à l'exception d'Oppens qui rejoint le nouveau district du Gros-de-Vaud.

## Communes
- Cercle de Belmont-sur-Yverdon :
  - Belmont-sur-Yverdon
  - Épendes
  - Essert-Pittet
  - Gossens
  - Gressy
  - Oppens
  - Orzens
  - Pomy
  - Suchy
  - Ursins
  - Valeyres-sous-Ursins

- Cercle de Champvent :
  - Chamblon
  - Champvent
  - Essert-sous-Champvent
  - Mathod
  - Montagny-près-Yverdon
  - Orges
  - Suscévaz
  - Treycovagnes
  - Valeyres-sous-Montagny
  - Villars-sous-Champvent
  - Vugelles-La Mothe

- Cercle de Molondin :
  - Bioley-Magnoux
  - Chanéaz
  - Chavannes-le-Chêne
  - Chêne-Pâquier
  - Cronay
  - Cuarny
  - Démoret
  - Donneloye
  - Mézery-près-Donneloye
  - Molondin
  - Prahins
  - Rovray (résultat de la fusion des communes de Rovray et d’Arrissoules le 1er janvier 2005)
  - Villars-Épeney
  - Yvonand

- Cercle d'Yverdon :
  - Cheseaux-Noréaz
  - Yverdon-les-Bains (Yverdon jusqu'en 1981)